# An Irish Christmas
Az An Irish Christmas Moya Brennan ír énekesnő 2005-ben megjelent karácsonyi albuma. Az Írországban igen népszerű Moya Brennan a Clannads együttes tagja volt hosszú időn keresztül, Enya testvére. A jellegzetesen ír zenei stílusú albumon főként csöndes és családias hangulatú, nálunk kevésbé ismert karácsonyi dalok hallhatók.

## Dalok
- 1. Carol of the Bells
- 2. The Wexford Carol
- 3. Deck the Halls
- 4. Do You Hear (What I Hear) / Don oiche úd i mBeithil
- 5. God Rest Ye Merry Gentlemen
- 6. Gabriel's Message
- 7. Joy to the World
- 8. I Still Believe
- 9. In the Bleak Midwinter
- 10. Love Came Down at Christmas
- 11. In Dulci Jubilo
- 12. Oíche Chiúin (Silent Night) (az amerikai kiadáson a dal  helyett a What Child Is This? hallható)